# 17897 Ґаллардо
17897 Ґаллардо (17897 Gallardo) — астероїд головного поясу, відкритий 19 березня 1999 року.
Тіссеранів параметр щодо Юпітера — 3,518.